# Phytoecia atripes
Phytoecia atripes là một loài bọ cánh cứng trong họ Cerambycidae.